# Tim Bergmann
Tim Bergmann (ur. 2 marca 1972 w Düsseldorfie) – niemiecki aktor telewizyjny i filmowy.

## Życiorys

### Kariera
W latach 1991–94 studiował w Otto-Falckenberg-Schule w Monachium. W tym czasie występował w monachijskim teatrze Kammerspiele, a później grał okolicznościowe role teatralne. Brał udział w licznych telewizyjnych filmach i programach. Na dużym ekranie debiutował rolą asystenta komisarza (w tej roli Götz George) w thrillerze Solo na klarnecie (Solo für Klarinette, 1998).
W 1998 poślubił tancerkę Johannę Richter.

## Filmografia

### Filmy fabularne
- 1995: Po moim trupie (Nur über meine Leiche) jako sutener
- 1996: Prawdziwi faceci (Echte Kerle) jako Edgar
- 1998: Solo na klarnet (Solo für Klarinette) jako Freddie Bahlo
- 2000: Monachium: Tajemnice miasta (München - Geheimnisse einer Stadt) jako miłośnik przyszłości
- 2005: Miłość jest zbawieniem. Tajemnica czerwonego pałacyku (Das Geheimnis des roten Hauses, TV) jako Rudolph von Plessen
- 2006: Afryka – za głosem serca (Afrika - Wohin mein Herz mich trägt, TV) jako Wildhüter Rolf
- 2007: Raj w płomieniach (Tarragona - Ein Paradies in Flammen, TV) jako Dietmar Fechter
- 2010: Sekret Saszy (Sasha) jako Gebhard
- 2012: Katie Fforde: Cząstka ciebie (Katie Fforde: Ein Teil von dir, TV) jako Thomas Shield

### Seriale TV
- 1996-97: Dwie miłości (Zwei zum Verlieben) jako Moritz Münzer
- 1999: Droga do Santiago (Camino de Santiago) jako Pieter
- 2006: Donna Leon jako Carlo Targhetta
- 2010: Unter Verdacht jako Thomas Schön
- 2011: Countdown - Die Jagd beginnt jako Simon Walther
- 2014: Wilsberg jako dr Norbert Walter